# Pseudolais
Pseudolais es un género de peces actinopeterigios de agua dulce, distribuidos por ríos y lagos de Asia.

## Especies
Existen solamente dos especies reconocidas en este género:
- Pseudolais micronemus (Bleeker, 1846)
- Pseudolais pleurotaenia (Sauvage, 1878)